# Miller City
Miller City – wieś w Stanach Zjednoczonych, w stanie Ohio, w hrabstwie Putnam.